# Flikanemon
Flikanemon (Anemone multifida) är en ranunkelväxtart som beskrevs av Jean Louis Marie Poiret. Enligt Catalogue of Life ingår Flikanemon i släktet sippor och familjen ranunkelväxter, men enligt Dyntaxa är tillhörigheten istället släktet sippor och familjen ranunkelväxter. Arten förekommer tillfälligt i Sverige, men reproducerar sig inte.

## Underarter
Arten delas in i följande underarter:
- A. m. multifida
- A. m. saxicola
- A. m. stylosa
- A. m. tetonensis

## Bildgalleri

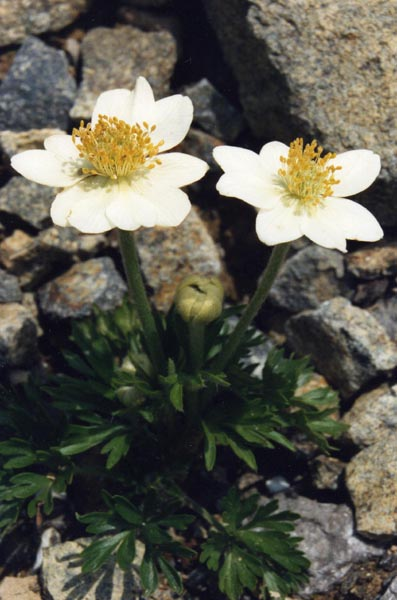
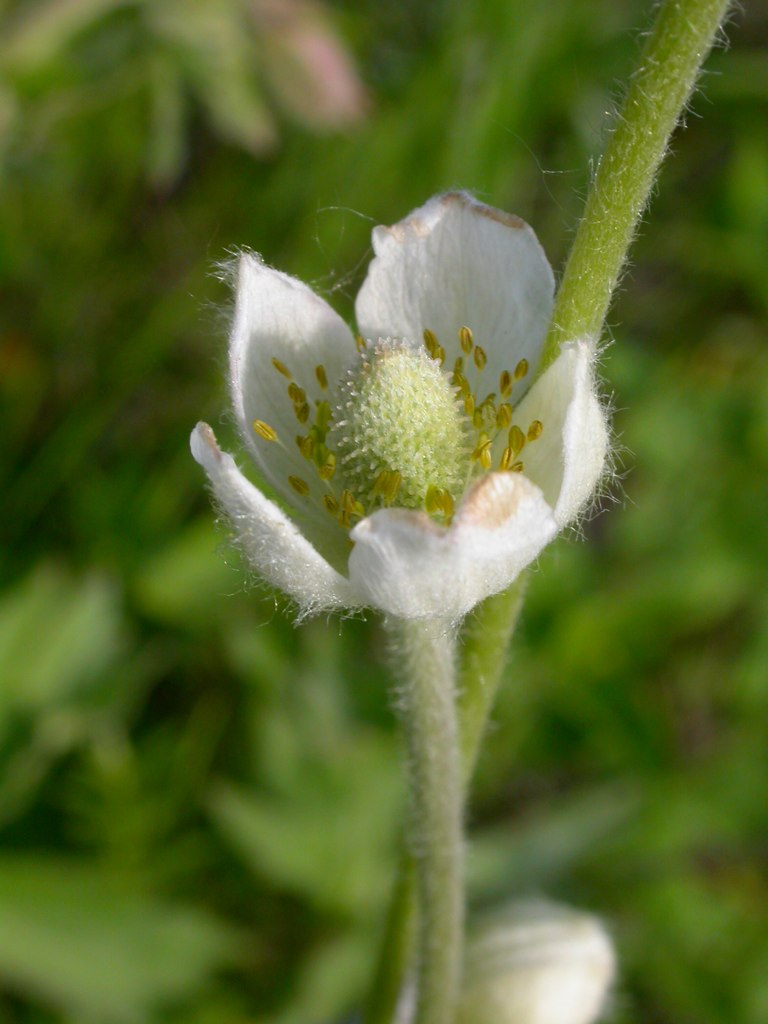
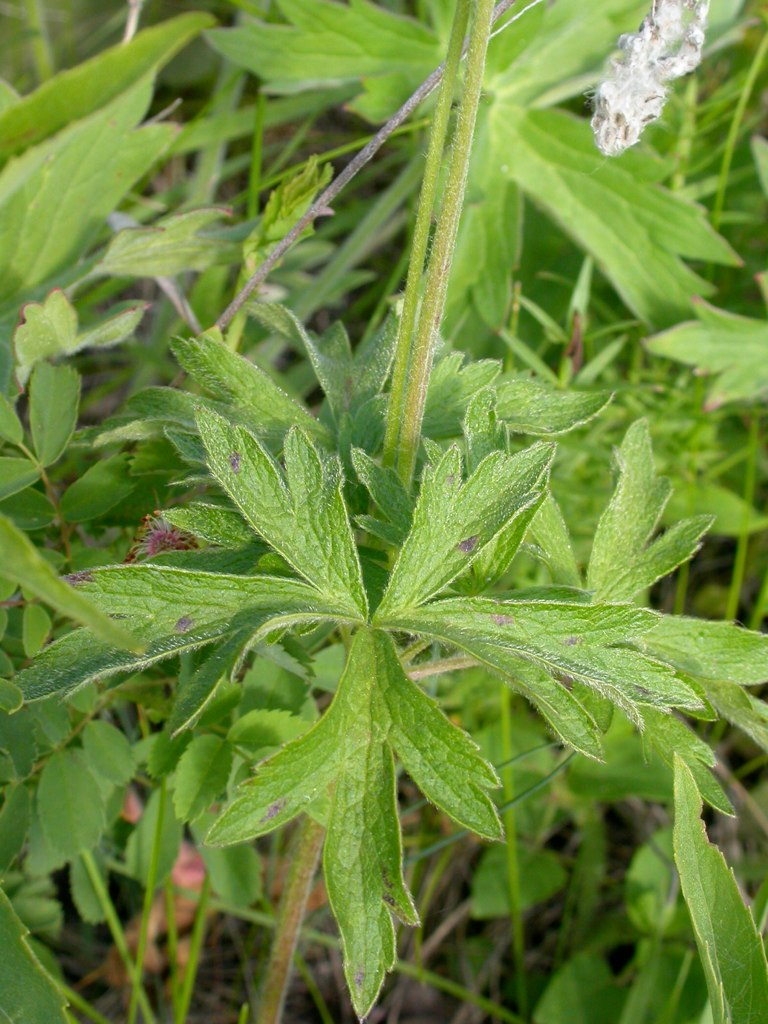
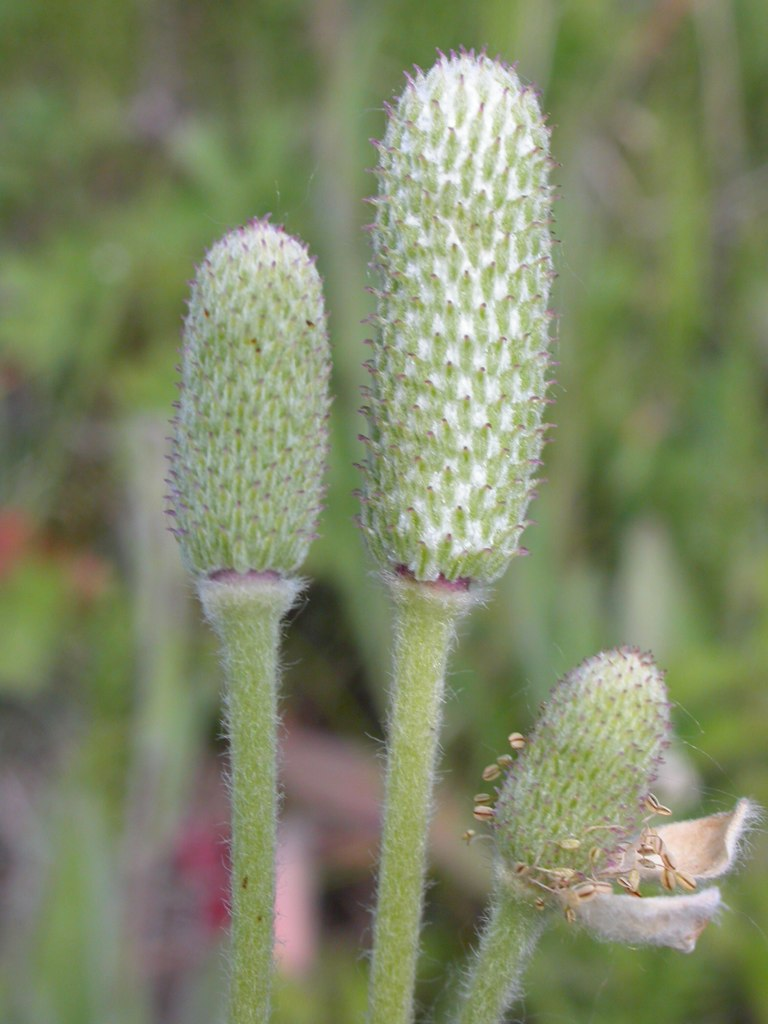
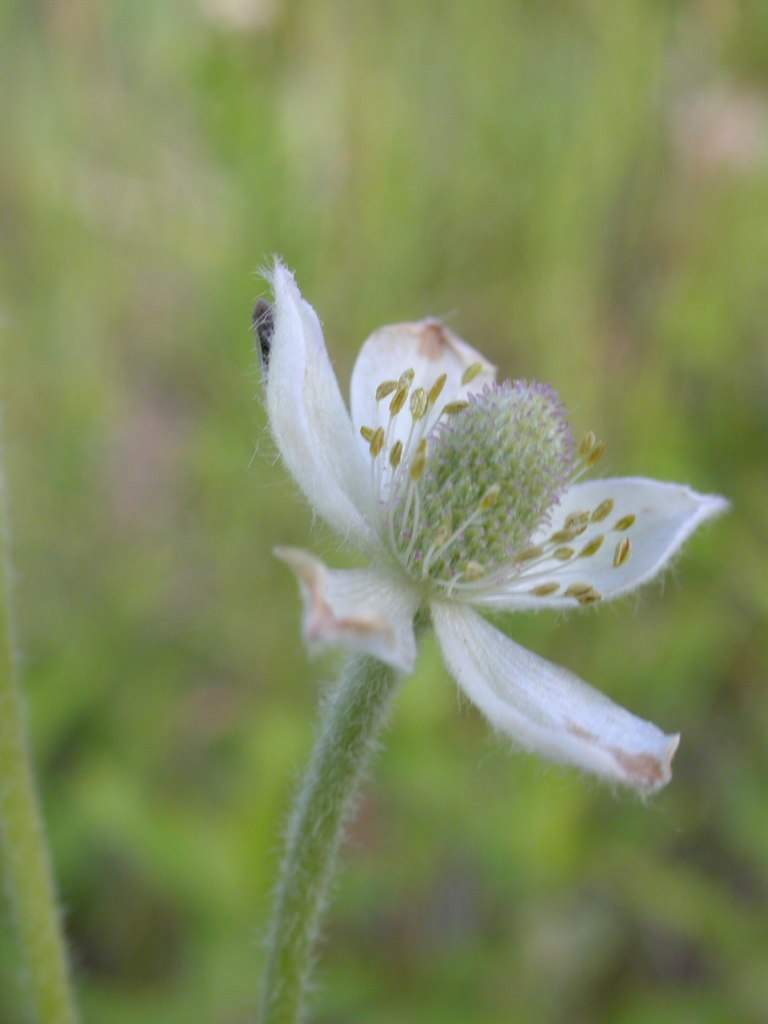
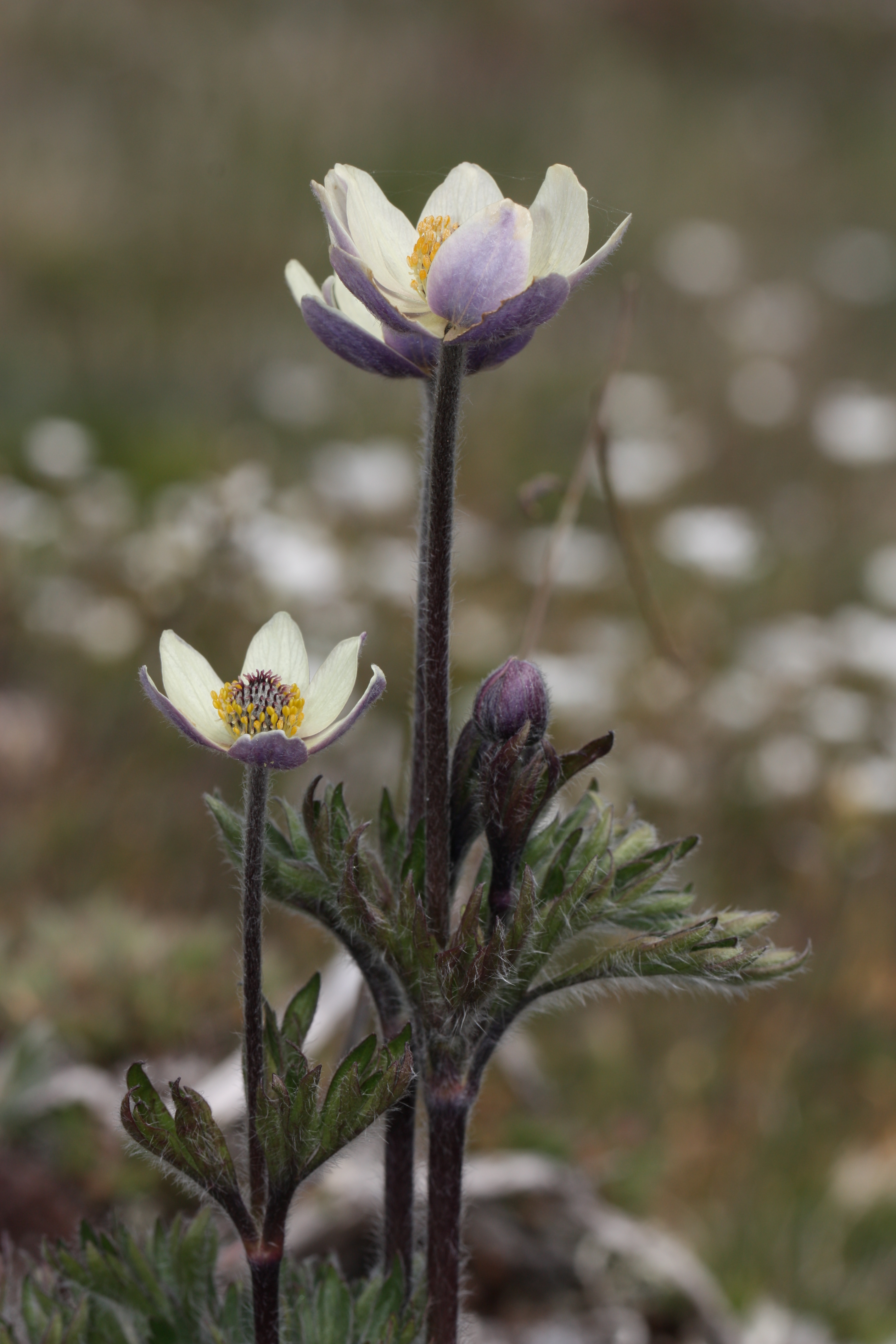